# Declaração de Direitos de Virgínia
A Declaração de Direitos de Virgínia é uma declaração de direitos estadunidense de 1776, que se inscreve no contexto da luta pela independência dos Estados Unidos da América. Precede a Declaração de Independência dos Estados Unidos da América e, como ela, é de nítida inspiração iluminista e contratualista.
A Declaração de Direitos de Virgínia foi elaborada para proclamar os direitos naturais e positivados inerentes ao ser humano, dentre os quais o direito de se rebelar contra um governo "inadequado". A influência desse documento pode ser vista em outras declarações de direitos, como a Declaração de Independência dos Estados Unidos (também de 1776), a Carta dos Direitos dos Estados Unidos (de 1789) e a Declaração dos Direitos do Homem e do Cidadão francesa (também de 1789).

## Texto da Declaração de Direitos de Virgínia
Declaração de Direitos de Virgínia
(Dos direitos que nos devem pertencer a nós e à nossa posteridade, e que devem ser considerados como o fundamento e a base do governo, feito pelos representantes do bom povo da Virgínia, reunidos em plena e livre convenção.)
Williamsburg, 12 de Junho de 1776.
Artigo 1° - Todos os homens nascem igualmente livres e independentes, têm direitos certos, essenciais e naturais dos quais não podem, pôr nenhum contrato, privar nem despojar sua posteridade: tais são o direito de gozar a vida e a liberdade com os meios de adquirir e possuir propriedades, de procurar obter a felicidade e a segurança.
Artigo 2° - Toda a autoridade pertence ao povo e por consequência dela se emana; os magistrados são os seus mandatários, seus servidores, responsáveis perante ele em qualquer tempo.
Artigo 3° - O governo é ou deve ser instituído para o bem comum, para a proteção e segurança do povo, da nação ou da comunidade. Dos métodos ou formas, o melhor será que se possa garantir, no mais alto grau, a felicidade e a segurança e o que mais realmente resguarde contra o perigo de má administração.
Todas as vezes que um governo seja incapaz de preencher essa finalidade, ou lhe seja contrário, a maioria da comunidade tem o direito indubitável, inalienável e imprescritível de reformar, mudar ou abolir da maneira que julgar mais própria a proporcionar o benefício público.
Artigo 4° - Nenhum homem e nenhum colégio ou associação de homens poder ter outros títulos para obter vantagens ou prestígios, particulares, exclusivos e distintos dos da comunidade, a não ser em consideração de serviços prestados ao público, e a este título, não serão nem transmissíveis aos descendentes nem hereditários, a ideia de que um homem nasça magistrado, legislador, ou juiz, é absurda e contrária à natureza.
Artigo 5° - O poder legislativo e o poder executivo do estado devem ser distintos e separados da autoridade judiciária; e a fim de que também eles de suportar os encargos do povo e deles participar possa ser reprimido todo o desejo de opressão dos membros dos dois primeiros devem estes em tempo determinado, voltar a vida privada, reentrar no corpo da comunidade de onde foram originariamente tirados; os lugares vagos deverão ser preenchidos pôr eleições, freqüentes, certas e regulares.
Artigo 6° - As eleições dos membros que devem representar o povo nas assembleias serão livres; e todo indivíduo que demonstre interesse permanente e o consequente zelo pelo bem geral da comunidade tem direito geral ao sufrágio.
Artigo 7° - Todo o poder de deferir as leis ou de embaraçar a sua execução, qualquer que seja a autoridade, sem o seu consentimento dos representantes do povo, é um atentado aos seus direitos e não tem cabimento.
Artigo 8° - Em todos os processos pôr crimes capitais ou outros, todo indivíduo tem o direito de indagar da causa e da natureza da acusação que lhe é intentada, tem de ser acareado com os seus acusadores e com as testemunhas; de apresentar ou requerer a apresentação de testemunhas e de tudo que for a seu favor, de exigir processo rápido pôr um júri imparcial e de sua circunvizinhança, sem o consentimento unânime do qual ele não poderá ser declarado culpado. Não pode ser forçado a produzir provas contra si próprio; e nenhum indivíduo pode ser privado de sua liberdade, a não ser pôr um julgamento dos seus pares, em virtude da lei do país.
Artigo 9° - Não devem ser exigidas cauções excessivas, nem impostas multas demasiadamente fortes, nem aplicadas penas cruéis e desusadas.
Artigo 10° - Todas as ordens de prisão são vexatórias e opressivas se forem expedidas sem provas suficientes e se a ordem ou requisição nelas transmitidas a um oficial ou a um mensageiro do Estado, para efetuar buscas em lugares suspeitos, deter uma ou várias pessoas, ou tomar seus bens, não contiver uma indicação e uma descrição especiais dos lugares, das pessoas ou das coisas que dela forem objeto; semelhantes ordens jamais devem ser concedidas.
Artigo 11° - Nas causas que interessem à propriedade ou os negócios pessoais, a antiga forma de processo pôr jurados é preferível a qualquer outra, e deve ser considerada como sagrada.
Artigo 12° - A liberdade de imprensa é um dos mais fortes baluartes da liberdade do Estado e só pode ser restringida pelos governos despóticos.
Artigo 13° - Uma milícia disciplinada, tirada da massa do povo e habituada à guerra, é a defesa própria, natural e segura de um Estado livre; os exércitos permanentes em tempo de paz devem ser evitados como perigosos para a liberdade; em todo o caso, o militar deve ser mantido em uma subordinação rigorosa à autoridade civil e sempre governado por ela.
Artigo 14° - O povo tem direito a um governo uniforme; deste modo não deve legitimamente ser instituído nem organizado nenhum governo separado, nem independente do da Virgínia, nos limites do Estado.
Artigo 15° - Um povo não pode conservar um governo livre e a felicidade da liberdade, a não ser pela adesão firme e constante às regras da justiça, da moderação, da temperança, de economia e da virtude e pelo apelo freqüente aos seus princípios fundamentais.
Artigo 16° - A religião ou o culto devido ao Criador, e a maneira de se desobrigar dele, devem ser dirigidos unicamente pela razão e pela convicção, e jamais pela força e pela violência, donde se segue que todo homem deve gozar de inteira liberdade na forma do culto ditado pôr sua consciência e também da mais completa liberdade na forma do culto ditado pela consciência, e não deve ser embaraçado nem punido pelo magistrado, a menos, que, sob pretexto de religião, ele perturbe a paz ou a segurança da sociedade. É dever recíproco de todos os cidadãos praticar a tolerância cristã, o amor à caridade uns com os outros.